# Mšice (Oleksovice)
Mšice nebo též Myšice (německy Mausdorf) jsou osada městysu Oleksovice v okrese Znojmo v Jihomoravském kraji. Osada tvoří výrazně větší část Oleksovic než jejich historické jádro, od něhož jsou Mšice odděleny potokem Skalička. Nachází se zde většina oleksovické infrastruktury, jako je např. pošta, kostel, základní škola, mateřská škola nebo fotbalové hřiště. Osada se nachází asi 20 km severovýchodně od Znojma a asi 51 km jihozápadně od Brna.
Mšice byly původně samostatnou vesnicí, založenou v letech 1786 až 1790. Jméno Mausdorf (myší ves) odkazovalo na malou velikost obce. Od roku 1849 byly Mšice částí obce Oleksovice. Podle sčítání lidu byly Mšice v letech 1880 až 1930 větší než samotné Oleksovice. V roce 1950 při sčítání lidu byl zjištěn kvůli vysídlení sudetských Němců zhruba o polovinu nižší počet obyvatel, některé domy byly zbourány. V roce 1960 Mšice ztratily status části obce a od té doby již nejsou zahrnovány ve sčítání lidu.
| Rok            | 1869 | 1880 | 1890 | 1900 | 1910 | 1921 | 1930 | 1950 |
| -------------- | ---- | ---- | ---- | ---- | ---- | ---- | ---- | ---- |
| Počet obyvatel | 502  | 533  | 577  | 622  | 628  | 703  | 735  | 346  |
| Počet domů     | 90   | 108  | 126  | 132  | 135  | 135  | 165  | 97   |